# Tarek Soliman
Tarek Soliman (Port Said, Egipto, 24 de enero de 1962) es un exfutbolista y entrenador de fútbol de Egipto que jugaba en la posición de centrocampista.

## Carrera

### Club
Jugó toda su carrera con el Al-Masry SC de 1981 a 1995.

### Selección nacional
Jugó para Egipto en 24 ocasiones de 1982 a 1992 y anotó un gol; participó en la Copa Mundial de Fútbol de 1990 y en dos ediciones de la Copa Africana de Naciones.

### Entrenador
| Periodo   | Club             |
| --------- | ---------------- |
| 2008      | Al-Masry SC      |
| 2009      | Telecom Egypt SC |
| 2009–2011 | Zamalek SC       |
| 2011      | Ismaily SC       |
| 2012      | Al-Masry SC      |
| 2012      | Al-Saqr SCC      |